# Hüterin des Drachen
Hüterin des Drachen (englischer Originaltitel Dragonkeeper) ist ein Fantasyroman der australischen Schriftstellerin Carole Wilkinson, der 2003 beim Verlag Black Dog Books veröffentlicht wurde. Die deutsche Erstausgabe in einer Übersetzung von Peter Knecht erschien 2005 beim Dressler Verlag. Die beiden Fortsetzungen tragen die Namen Im Garten des Purpurdrachen und Im Zeichen des Drachenmondes und bilden gemeinsam die Drachen-Trilogie.

## Inhalt
Es ist Winter im Palast in Huangling, wo ein Sklavenmädchen die Tiere füttern muss. Sie wurde von ihren Eltern an den dortigen Drachenhüter Lan verkauft. Dieser ist sehr faul und lässt sie die ganze Arbeit verrichten. Das Sklavenmädchen kennt ihren Namen nicht. Sie besitzt nur einen kleinen Bambusanhänger, in den ein Schriftzeichen eingeritzt ist. Sie kann dieses jedoch nicht entziffern, weil sie nicht lesen kann. Das Mädchen muss sich zusätzlich zu den Tieren auch noch um zwei Drachen in einer Grube kümmern. Ihr sind die beiden Wesen jedoch nicht sonderlich sympathisch, da sie nur faul herumliegen. Ihr bester und einziger Freund ist die Ratte Hua.
Als das Mädchen eines Tages die Drachen mit Taro und Hirse füttern möchte, tasten diese das Essen nicht an. Sie nimmt es kurzerhand mit, da sie selbst kaum genug von Lan zu essen bekommt. Am nächsten Tag hat sie ein schlechtes Gewissen wegen des gestohlenen Essens, weshalb sie den Drachen einen Napf voll Ziegenmilch bringt. Plötzlich fängt ein Drache an zu brüllen. Lan erscheint und die beiden entdecken, dass das andere Tier tot ist. Das Sklavenmädchen und Lan hieven den Kadaver aus der Grube, nehmen ihn aus und legen die Körperteile ein, da die Bestandteile eines Drachen sehr wertvoll sind. Nach dieser grausamen Nacht will sich das Mädchen besser um den letzten Drachen kümmern und sie fängt damit an, die Grube sauberzumachen, dabei entdeckt sie einen purpurroten Stein. Plötzlich erscheint eine Stimme in ihrem Kopf, die ihr befiehlt, den Stein loszulassen.
Eines Tages ist das Mädchen in den Palast eingedrungen, um etwas Wein für Lan zu stehlen, jedoch kommt der Kaiser unerwartet zu Besuch. Sie muss sich hinter dem Wandschirm verstecken, da es Sklaven nicht gestattet ist, den Palast zu betreten. Dabei hört sie zufällig, wie der Kaiser die Drachen an Diao, einen Drachenjäger, verkaufen will. Er will sie töten und die Einzelteile verkaufen. Der Kaiser weiß noch nicht, dass eins der Tiere bereits tot ist. Da bemerkt das Sklavenmädchen, dass dem Kaiser das eingelegte Drachenfleisch vorgesetzt wird. Hua riecht all die Düfte der Speisen und versucht zu entkommen, wird aber vom Mädchen zurückgehalten. Die Ratte beißt sie und sie muss aufschreien und wird bemerkt. Sie rennt weg und flieht mit dem Drachen.
Auf der Flucht fällt dem Mädchen auf, dass sie mit dem Drachen kommunizieren kann. Er sagt ihr, dass er Long Danzi heißt, und liest ihr vor, was auf ihrem Holzanhänger steht. Es ist ihr Name. Das Mädchen weiß von nun an, dass sie Ping heißt. Danzi hat den Stein mitgenommen und will ans Meer reisen. Er nimmt Ping mit. Auf dem Weg zum Meer lernt Ping, dass Drachen die Fähigkeit besitzen, die Gestalt zu verändern. Danzi bringt dem Mädchen bei, ihr Qi zu mobilisieren. Eines Tages bemerkt Danzi, dass der Stein sein Äußeres verändert hat. Er stellt fest, dass es an Pings Eisenmesser liegt.
Ihre Reise führt sie nach Chang’an. Dort treffen sie Wang Cao, einen Kräutermediziner, den Danzi aus früheren Zeiten kennt. Er pflegt Danzi und den Stein gesund. Die Reise kann daraufhin weiter gehen. Aber die beiden treffen in Fengjing auf Diao. Er nimmt sie gefangen, doch es gelingt ihnen die Flucht. Aber leider bemerken sie zu spät, dass Diao den Stein gestohlen hat. Danzi untröstlich, aber die Reise geht weiter. Die beiden kommen am Gelben Fluss an. Dort fahren sie mit der Schifferin Jiang Bing mit. Sie kommen in Wucheng an, wo Danzi den Stein zurückholen will. Sie begegnen einem Nekromanten, einem schwarzen Zauberer, der den Stein hat. Ping stiehlt ihn und sie und Danzi fliehen auf das Boot von Jiang Bing. Doch die Schifferin steckt mit dem Nekromanten unter einem Hut. Das Mädchen und der Drache können ihnen entkommen.
Sie fahren mit dem Boot weiter und treffen auf den neuen Kaiser in Ming Yang. Dort lassen es sich Ping und Danzi eine Zeit lang gut gehen. Aber dann flieht Danzi mit Wang Cao. Ping trifft die beiden einige Zeit später bei einem Kapmf mit Diao auf dem Berg Tai Shan wieder. Dem Mädchen gelingt es, Danzi und den Stein zu retten, jedoch stirbt Wang Cao beim Versuch, sie zu beschützen. Ping fliegt anschließend mit Danzi zum Meer, dabei lässt sie versehentlich den Stein fallen und dieser zerbricht. Wie sich herausstellt, war es gar kein Stein, sondern ein Drachenei, aus dem jetzt ein kleiner purpurner Drache geschlüpft ist. Er erhält den Namen Long Kai Duan. Ping muss sich von nun an um ihn kümmern, denn Danzi fliegt mit Hua, der sich verletzt hat, zur Insel der Seligen, um dort Heilung zu erlangen.

## Hintergrund
Für die Geschichte, die im ersten Regierungsjahr des Kaisers Wudi im Jahr 141 v. Chr. spielt, hat Wilkinson lange über Drachen und das antike China zur Zeit der Han-Dynastie recherchiert. Die Weisheitslehren von Long Danzi sind inspiriert von den Sprüchen des Daodejing, ein Werk, das vor mehr als 2500 Jahren entstand und die Grundlage der chinesischen Philosophie des Daoismus bildet.

## Rezeption
Karin Hahn schreibt auf kinderbuch-couch.de über Hüterin des Drachen, dass die Autorin „meisterlich historische Fakten mit dem zentralen Mythos um Chinas symbolträchtigster Figur – dem Drachen“ verbinde. Auf fantasyguide.de lobt Heike Rau den Roman als „märchenhaft und sehr faszinierend.“ Die Hauptfigur Ping nähme eine „interessante Entwicklung.“  Der Leser werde „oft zum Staunen gebracht“, „sehr positiv“ fallen „die liebevoll ausgearbeiteten Details“ auf. Ann Kay schreibt in ihrer Buchrezension: „Wilkinson erzählt ihr fesselndes Abenteuer in flüssiger, oft poetischer Sprache. Sie liebt historische Stoffe und ist bekannt für bis ins Kleinste recherchierte Details. Ihre Mischung aus Fiktion und Fakten lässt Raum für Diskussionen über Geschichtliches und die Probleme des Erwachsenenwerdens.“

## Auszeichnungen
- 2003 Aurealis Award, Kategorie „Young Adult Novel“[6]
- 2004 Queensland Premier’s Literary Awards, Children’s Book Award – Mary Ryan’s Award
- 2004 Book of the Year, The Children’s Book Council of Australia (CBCA), Kategorie „Younger Readers“[6]
- 2006 Kalbacher Klapperschlange[7]

## Referenzen
Hüterin des Drachen wird in dem literarischen Nachschlagewerk 1001 Kinder- und Jugendbücher – Lies uns, bevor Du erwachsen bist! für die Altersstufe 12+ Jahre empfohlen.

## Ausgaben
- Dragonkeeper. Black Dog Books, Australien 2003 (englisch).
- Hüterin des Drachen. Cecilie Dressler, Hamburg 2005.

## Film
Unter der Regie von Jianping Li und Salvador Simó entstand eine computeranimierte Filmadaption, welche die Handlung des Buches lose übernimmt. Die chinesisch-spanische Koproduktion kam am 24. Oktober 2024 unter dem Titel Dragonkeeper in die deutschen Kinos.